# كريستوفر ويزلي
كريستوفر ويزلي (بالألمانية: Christopher Wesley)‏ هو لاعب هوكي الحقل ألماني، ولد في 23 يونيو 1987 في نورنبرغ في ألمانيا.

## وصلات خارجية
- كريستوفر ويسلي على موقع الاتحاد الدولي للهوكي (الإنجليزية)
- كريستوفر ويسلي على موقع اللجنة الأولمبية الدولية (الإنجليزية)
- كريستوفر ويسلي على موقع أوليمبيديا (الإنجليزية)
- كريستوفر ويسلي على موقع اللجنة الأولمبية الألمانية (الألمانية)